# 圣让德莫夫雷
圣让德莫夫雷（法語：Saint-Jean-des-Mauvrets，法語發音：[sɛ̃ ʒɑ̃ de movʁɛ] ⓘ）是法国曼恩-卢瓦尔省的一个旧市镇，属于昂热区。2016年12月15日，圣让德莫夫雷和相邻的卢瓦尔河畔瑞涅合并为新市镇卢瓦尔河畔莱加雷讷。

## 地理
圣让德莫夫雷（47°23'55"N, 0°26'56"W）面积12.76 平方千米，位于法国卢瓦尔河地区大区曼恩-卢瓦尔省，该省份为法国西部内陆省份，大致对应安茹地区，北起顺时针与马耶讷省、萨尔特省、安德尔-卢瓦尔省、维埃纳省、德塞夫勒省、旺代省、大西洋卢瓦尔省和伊勒-维莱讷省接壤。
与圣让德莫夫雷接壤的市镇（或旧市镇、城区）包括：布里萨克-坎塞、拉达格尼耶尔、卢瓦尔河畔瑞涅、欧邦斯河畔圣默莱纳、卢瓦尔河畔圣萨蒂南、沃克雷蒂安。
圣让德莫夫雷的时区为UTC+01:00、UTC+02:00（夏令时）。

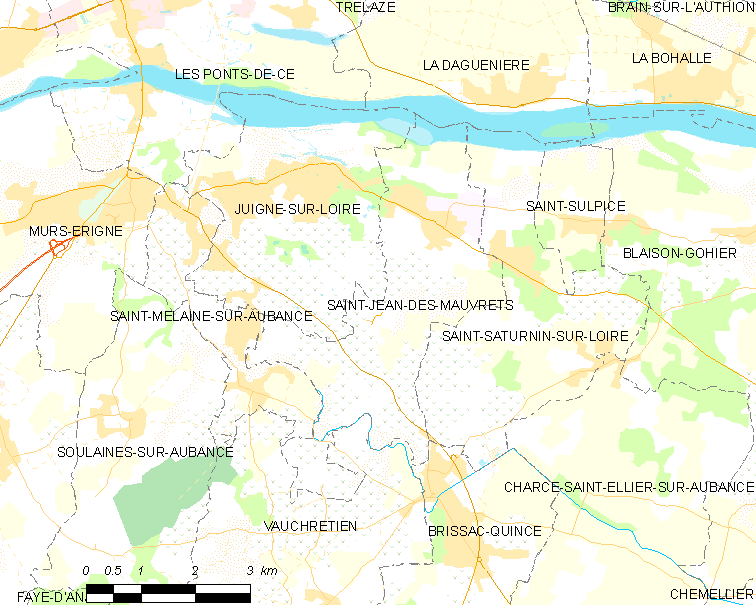
圣让德莫夫雷的OSM定位图

## 行政
圣让德莫夫雷的邮政编码为49320，INSEE市镇编码为49290。

## 政治
圣让德莫夫雷所属的省级选区为莱蓬德塞县。

## 人口

1962-2008年间圣让德莫夫雷人口变化图示

圣让德莫夫雷于2018年1月1日时的人口数量为1814人。